# Unification
Unification è il secondo album della heavy metal band tedesca Iron Savior, pubblicato nel 1998 dalla Noise Records.
La traccia numero 15, Dragonslayer, è un brano scritto ed eseguito dal gruppo svizzero Excelsis, che si è guadagnato la presenza su Unification vincendo un concorso tra band tenutosi durante l'Atlantis Falling Tour del 1998.

## Tracce
1. Coming Home – 5:24 (P. Sielck)
2. Starborn – 4:37 (K. Hansen)
3. Deadly Sleep – 5:09 (P. Sielck)
4. Forces Of Rage – 5:46 (P. Sielck)
5. Captain's Log – 1:02 (P. Sielck)
6. Brothers (Of The Past) – 4:43 (P. Sielck)
7. Eye To Eye – 5:52 (P. Sielck)
8. Mind Over Matter – 5:35 (P. Sielck)
9. Prisoner Of The Void – 4:43 (P. Sielck)
10. The Battle – 5:47 (P. Sielck)
11. Unchained – 6:09 (P. Sielck)
12. Forevermore – 5:16 (K. Hansen)
13. Gorgar (Vers. '98) (cover degli Helloween da Walls of Jericho, 1985) – 4:07 (testo: K. Hansen – musica: K. Hansen, M. Weikath)
14. Neon Knights (cover dei Black Sabbath da Heaven and Hell, 1980) – 3:53 (G. Butler, R.J. Dio, T. Iommi, B. Ward)
15. Dragonslayer (eseguita dagli Excelsis) – 5:08 (D. Beyeler, M. Beyeler, G. Gygax, K. Herrmann, S. Müller-Lerch)

### Edizione giapponese
Nell'edizione giapponese è presente Metal Invaders al posto di Gorgar.
1. Metal Invaders (cover degli Helloween da Walls of Jericho, 1985) – 3:48 (testo: K. Hansen, M. Weikath – musica: K. Hansen)

## Formazione
- Dan Zimmermann – batteria
- Andreas Kück – tastiera
- Piet Sielck – Canto, chitarra
- Kai Hansen – Canto, chitarra
- Jan-Sören Eckert – basso elettrico

Fonte: